# Међуморје
Међуморје (пољ. Międzymorze) је био пројекат Јозефа Пилсудског након Првог светског рата који је био замишљен као федерација централноевропских и источноевропских земаља које би предводила Пољска. Ова заједница би обухватала балтичке државе (Литванија, Летонија и Естонија), Финску, Белорусију, Украјину, Чехословачку, Мађарску, Румунију и Краљевину СХС.
Предложена федерација требало је да опонаша Пољско-литванску унију, која је обухватала подручје од Балтичког до Црног мора у раздобљу од краја XIV до краја XVIII века, насталу уједињењем Краљевине Пољске и Велике кнежевине Литваније.
Неки Литванци су сматрали овај пројекат претњом својој тек успостављеној независности, а неки Украјинци као претњу својим тежњама за осамостаљењем. Супротстављала се Русија и већина западних држава осим Француске, која је подржавала Пољску.
Међуморје је допуњавало остале амбициозне геополитичке визије маршала Пилсудског - прометејизам, чији је циљ био комадање Руске Империје и ослобађање, односно поништавање свих освајања тог царства.
Две деценије од пропасти великог пројекта Пилсудског, све државе које је сматрао кандидатима за чланство у Међуморској федерацији су биле окупиране од стране Совјетског Савеза и/или Трећег рајха, изузев Финске (мада је била поражена у Зимском рату).

## Претходници

### Комонвелт
Пољско-литванска унија је као војни савез су настало као реакција на претњу Тевтонског реда. Савез је први пут склопљен 1385. године када су се венчали пољска краљица Јадвига и литвански велики кнез Јагела, који је касније постао краљ Пољске Владислав II Јагело.
Дуготрајнија федерација је касније основана креацијом Државне заједнице Пољске и Литваније, која је постојала до касног XVIII века када је нестала у поделама Пољске.
За време постојања заједнице планирано је проширење територије. Идеја је била да се у прикључи Русија, као и Рутенија (територија данашње Украјне). Ови планови никада нису били реализовани.

### Чарторијскијев план
Између новембарског и јануарског устанка, између 1832. и 1861. године, када су се ови устанци одиграли, предлагана је идеја о васкрсењу Пољско-литванског комонвелта. Најистакнутија личност која је тај план подржавала био је принц Адам Јежи Чарторијски, који је боравио у Хотел Ламберту у Паризу.
У младости Чарторијски се борио против Русије у Пољско-руском рату из 1792. године и борио би се у Кошћушковом устанку из 1794. године да није био ухапшен у Бриселу, при повратку у Пољску. Наредне године, 1795. он и његов брат су били присиљени да се прикључе руској восци. Пошто је Катарина Велика била импресионирана њиховим учинком она је решила да им врати део конфискованих поседа. Адам Чарторијски је после тога служио као дипломата и министар спољних послова код царева Павла и Александра I, оснивајући анти-француску коалицију током Наполеонових ратова. Чарторијски је био један од вођа пољског новембарског устанка из 1830. године, за шта је био осуђен на смрт, али је био помилован и послат у егзил у Француску.
У својој књизи „Есеји о дипломатији” која је завршена 1827. али штампана тек 1830. године, Чарторијски је рекао следеће о Русији: „Проширивши њен утицај на југ и запад, јер је природно заштићена на северу и истоку, Русија је постала претња по Европу”. Сматра да би она много боље прошла да је склапала савезе, него да је тражила робове. Писао је и о својим страховима у вези Пруске, за коју се плашио да ће бити велика претња у будућности. Позивао је на прикључење Источне Пруске васкрслој Пољској.
Његове идеје су претходиле прометејистичком пројекту Пилсудског, тиме што су тежиле ка повезивању пољских бораца за независност са себи сличним устаницима из других држава Европе и источније, до Кавказа.
Чарторијски је пре свега жалео да уз помоћ Француза, Британаца и Турака обнови унију, која би била федерација са Чесима, Словацима, Мађарима, Румунима и свим Јужним Словенима, који би касније формирали Југославију. По плану Пољска би служила као медијатор конфликта између Словена и Мађара, и између Румуније и Мађарске. План се чинио тада изводљивим, у току периода револуција од 1848. до 1849. године, али није имао подршку западних држава. Био је кочен и мађарском непопустљивошћу према словенским народима и Румунима унутар граница краљевине, као и растућим немачким национализмом.
То је свеједно условило повезивање Јагелонског федеративног прототипа и прометејистичког пројекта Пилсудског.

## Међуморје Пилсудског
План Јозефа Пилсудског је био да обнови квази-демократски, модификовани облик Пољско-литванске уније, радећи у исто време на распаду Руске Империје, касније Совјетског Савеза, на етничке државе. Пилсудски је Међуморе видео као начин заустављања Руског и Немачког империализма.

### Отпори
План Пилсудског је наилазио на отпор са свих страна. Совјети, чија је сфера утицаја била директно угрожена, су се борили да тај план осујете. Савезници су на бољшевизам гледали као пролазну претњу и нису желели да раде на слабљењу њиховог старог савезника, Русије. Није им се допадало што Пољска није помагала њиховим савезницима Белим Русима, гледали су са сумњом на Пилсудског и саветовали су Пољску да не шири територију на подручја ненасељена Пољацима. Литванци који су своју независност поново стекли 1918. године нису желели да се прикључе савезу; Украјинци, који су се такође борили за независност, нису били вољни да се прикључе, плашећи се да би их Пољска поново потчинила. Белоруси са друге стране, који нису до тада развили национални идентитет, нису били заинтересовани ни за независност ни за Пилсудскову унију. Шансе за остваривање уније су нестале ратовима који су се водили после Првог светског рата, Пољско-совјетски ратом, Пољско-литванским ратом и Пољско-украјинским ратом, као и сукобима на граници Пољске и Чехословачке.
Концепт Пилсудског је наилазио на отпоре унутар саме Пољске где је лидер Националне демократије (странка) Роман Дмовски желео етнички хомогену Пољску у којој би мањински народи били полонизовани. Многи пољски политичари су, поред Дмовског, били против мултиетничке федерације, преферирајући хомогену унитарну пољску националну државу.
Мада неки научници план Пилсудског узимају као идеју насталу из одбране демократских принцина у источној Европи, други су скептични према њему, користећи као доказ државни удар из 1926. године када је Пилсудски добио скоро диктаторску моћ. Многи украјински историчари су на ово гледали као на идеју оснивања велике Пољске, где би се занемаривали интереси мањинских народа.
Томе у прилог иде и податак да Пилсудски није оклевао када је послао војску у Галицију и Волинију, тиме докрајчивши идеју Украјинске државе на подручју источно од Буга, где су Пољаци били бројна мањина, а у неким градовима чак и већина, као на пример у Лавову.

## Неуспех
Након завршетка Пољско-совјетског рата није било шансе за креацију федерације источноевроских држава под вођством Пољске и Украјне је нестала.
Пилсудски је уместо тога смислио нови концепт: савез или федерација са балканским и балтичким државама. План је овај пут био да се државе средње Европе уједине под вођством Пољске.
Државе које је требало да буду укључене у савез, поред Пољске, су биле Чехословачка, Мађарска, државе Скандинавије, Балтика, Италија, Румунија, Бугарска, Југославија и Грчка. Овиме би Међуморје обухватало простор између Северног леденог океана до Средоземља, за разлику од првог плана који би обухватао подручје између Балтичког мора и Црног мора. Овај пројекат такође није успео. Чехословачка и Литванска влада нису имале поверења у Пољску. Друге државе су имале добар однос са Пољском, али је у међуратном периоду било тензија између многих држава у Европи, па би формација такве федерације била немогућа. Само савез са Румунијом је био успостављен, ступивши на снагу 1921. године.
Пилсудски је умро 1935. године. Јозеф Бек, министар спољних послова Пољске, је покушао да обнови овај савез. Његова идеја је била мање амбициозна, предлагао је оснивање „Треће Европе”. Овај савез би окупио Румунију, Мађарску и Пољску, али ни он није у томе успео.
Мада је Совјетски Савез потписао 1932. године акт о ненападању са Пољском, Кремлин је ушао у савез са нацистичком Немачком, са циљем да покоре и поделе земље међу собом. Неуспех у оснивању савеза између држава централне Европе неки историчари сматрају као једним од узрока за судбину које су ове државе доживеле.

## Други светски рат и након њега
Концепт централноевропске уније је био поново разматран током Другог светског рата у пољској влади у егзилу, Владислава Сикорског. Први корак у њеном формирању су били разговори 1942. године између грчке, југословенске, пољске и чехословачке владе у егзилу, ради разматрања формирања Грчко-југословенске и Пољско-чехословачке федерације. Примарни циљ ових федерација била би анти-совјетска политика, због чега је чешка влада оклевала. Савезници нису подржавали план јер су нису подржавали агресију према Совјетима. Декларација из тог периода, Пољске подземне владе (потчињена влади у егзилу), је звала на оснивање федерације држава централне Европе, у којој ни једна држава не би доминирала.
Облици овог плана су постојали и у касном XX и раном XXI веку. Предлагани су разни планови за регионалну безбедносну унију, коју Пољаци не би предводили, али су је околне државе и даље сматрале као облик пољског империализма.
Након распада Варшавског пакта Пољска, Мађарска и Чешка су се прикључиле НАТО-у 1999. године, тиме отворивши врата за улазак других бивших комунистичких држава. Бугарска, Естонија, Литванија, Летонија, Румунија, Словенија и Словачка су се прикључиле 2004. године.
Исте године су се Пољска, Чешка, Словачка, Мађарска и балтичке државе ушле у Европску унију. Пратиле су их Румунија и Бугарска 2007. године и Хрватска 2014. године.
Шестог августа 2015. пољски председник Анджеј Дуда је у говору на инаугурацији најавио формирање савеза држава средње Европе, по угледу на Међуморје.Иницијатива три мора се састала први пут у Дубровнику 2016. године.